# 崇仁 (京都市)
崇仁（すうじん）は、京都府京都市の地区名。「崇仁地区」と俗称される京都駅東側の一帯27.4ヘクタールで、2020年（令和2年）の国勢調査で、人口1380人、平均年齢53.9歳、65歳以上人口38.55パーセントと高齢化率が高い。地名は条坊制により唐風に名付けられた「崇仁坊」に由来する。古来差別的な扱いを受けた地区として知られ、京都駅に近い好立地ながら長らく京都の人々から忌避された「塩漬け」の地であったが、京都市立芸術大学の移転を機に再評価される。

## 歴史

### 崇仁坊
崇仁の地名は、平安京の左京八条（朱雀大路より東、七条大路より南、八条大路より北、東京極大路より西の四坊六四町）の坊名である「崇仁坊」に由来する。平安京に17ある坊名のうち5つは長安から採られ、崇仁坊はそのひとつである。1929年（昭和4年）4月に京都市の行政区域が増設された際、崇仁南部 東之町と西之町ブロックの学区名を「崇仁」へ改称し、以後当該地区を「崇仁地区」と称する。

### 被差別の歴史
特殊な職種の就業者や在日コリアンなど差別的に扱われる者らが多く居住して独自な集落を形成し、長い間排他的な地域として扱われた。
16世紀前半に六条河原が処刑場となり、河原者と呼ばれる数百から千人が刑務を担う。以降、六条河原からの六条郷移転（成立時期は不明）や豊臣秀吉による御土居の築造を経て、江戸時代の1663年、六条郷が松原稲荷町から六条河原役田地へ移転して六条村が成立した。
1698年（元禄11年）、京糸割符仲間は奉行所に銭鋳造の許可を願い出た。七条高瀬川ぎわ6400坪の土地に許しが出たため、1700年（元禄13年）2月13日から寛永通宝の鋳造を開始。1707年（宝永4年）、幕府は鋳造を宝永通宝へ変更するも不評で、1709年（宝永6年）1月23日に鋳造を停止した。銅鋳造の跡地は金気（かなけ）が多く耕作に適さず、長らく放置された。 1713年（正徳3年）に皮張場含め3000坪の柳原庄の土地が六条村へ渡され、「水車裏」に非人らが移転した。1731年（享保16年）に天部村年寄の源左衛門と六条村年寄の与三兵衛が、京糸割符仲間が手放した銭座場跡に新しい村を開発することを願い出ると銭座跡村7000坪以上に開発許可が出され、今日の崇仁地区南部の起源となる。1843年（天保14年）に六条大西組が成立した。
明治政府は1871年（明治4年）に解放令を発布し、1889年（明治22年）に市町村制が施行され、愛宕（おたぎ）郡から紀伊郡へ編入されて柳原町となった。住民は既存の銀行を使うことが出来なかったため、1899年（明治32年）合資会社柳原銀行を設立する。1907年（明治40年）に柳原銀行は現建物となり、柳原銀行記念資料館として現存して差別の歴史を伝える。1927年（昭和2年）に銀行は破産した。1918年（大正7年）に紀伊郡柳原町は京都市へ編入され、米騒動が勃発して同地区で被差別者50人以上が逮捕された。
1922年（大正11年）に京都市左京区の岡崎公会堂で全国水平社創立大会が開かれた。全国の被差別部落から約千人が集まり、宣言文は、西光万吉が起草して駒井喜作が読み上げた。現存する宣言文のうち2点は崇仁自治連合会が所有し、柳原銀行記念資料館などで保管する。宣言文の裏に創立前の仮本部として崇仁地区の当時の地名が記され、仮本部は桜田規矩三の自宅住所と推定される。桜田は初代委員長になる南梅吉と交流があり、桜田の自宅近くの旅館に西光らが集まり、綱領などを最終確認した。

#### 在日コリアン
明治期以降、土地所有を認められた七条の被差別者らは人口が増加し、畑地であった東九条地域へ進出した。その後を追って、韓国併合を背景に自発的や非自発的に朝鮮半島から渡日した人々が周辺に居住した。以来、東九条はおもに在日韓国・朝鮮人（在日コリアン）が密集する居住区となり朝鮮料理店が多い。
日本人の被差別者らと在日コリアンの関係は長らく良好ではなかったが、近年は1993年から開催される「東九条マダン」（マダン〈 마당 〉は朝鮮語で広場の意味）など、日本人と在日コリアンで交流の場を持つ。従来は東九条マダンを在日コリアンが多く居住する南区東九条で開催したが、26回目の2018年に初めて東九条を出て下京区旧崇仁小学校で開催した。
2005年公開の日本映画「パッチギ!」でリ・アンソンとキョンジャ姉妹の居住する地域に設定され、作内で登場した。

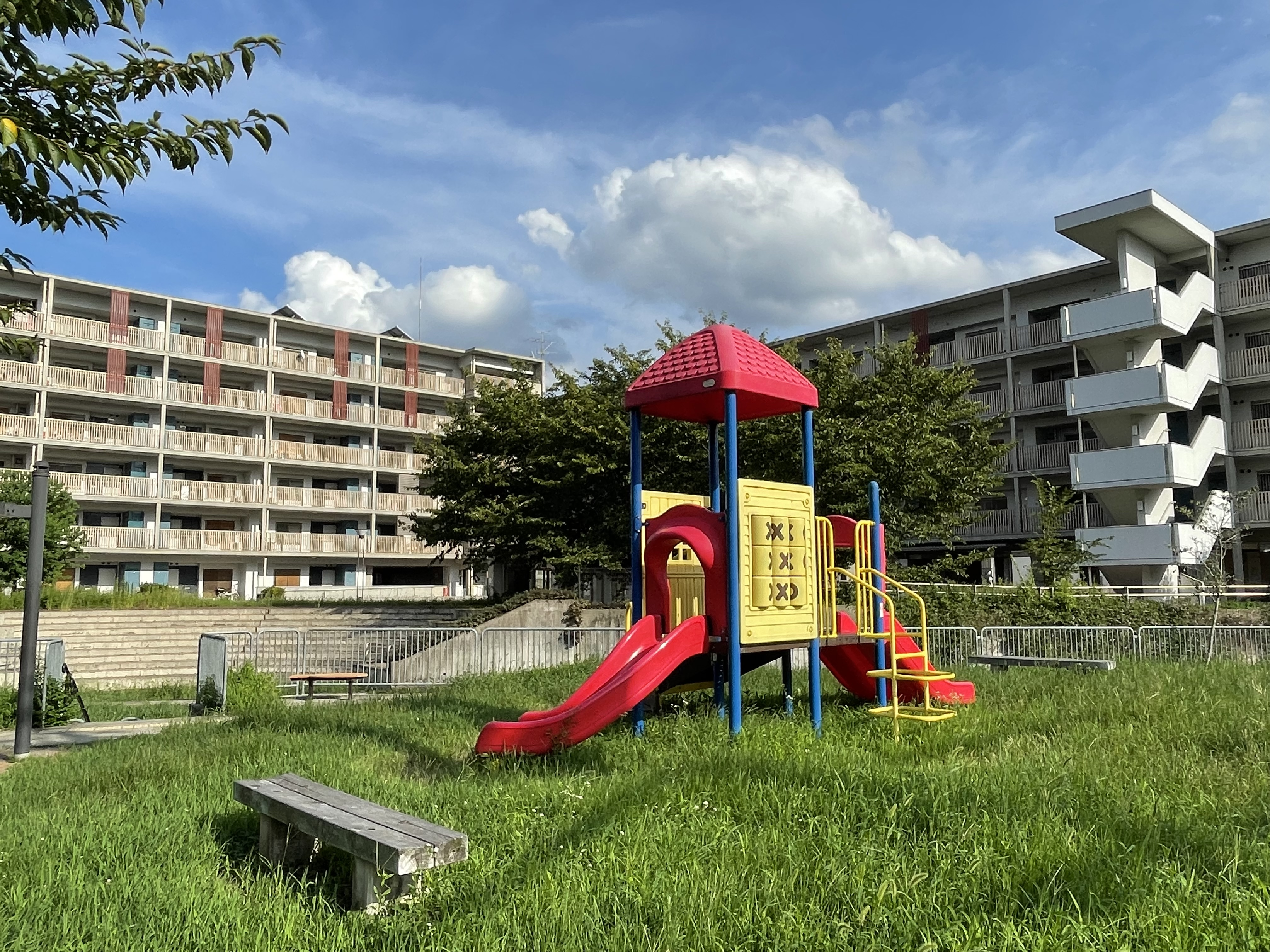
東九条北河原町の風景（2022年）

### 住民の活動
高度経済成長期もインフラ整備が遅れて発展から取り残された。劣悪な住環境は、住民の運動を受けた京都市が1956年に地区内のバラックを買い上げて改良住宅を建設した。ピーク時の居住人口は9000人以上あった。1991年（平成3年）に「崇仁地区の文化遺産を守る会」、1996年（平成8年）に「崇仁まちづくり推進委員会」、それぞれが発足し、1997年（平成9年）に柳原銀行記念資料館が開館した。
2015年に地元出身の藤尾まさよを発起人に任意団体「崇仁発信実行委員会」が結成される。地域の祭りの歴史や閉校した崇仁小学校の思い出などの地区の記憶に加え、京都市立芸術大学及び京都市立美術工芸高等学校の移転の進み具合などを伝えるフリーマガジン『崇仁　～ひと・まち・れきし～』の発行などを通じて人権啓発を活動している。

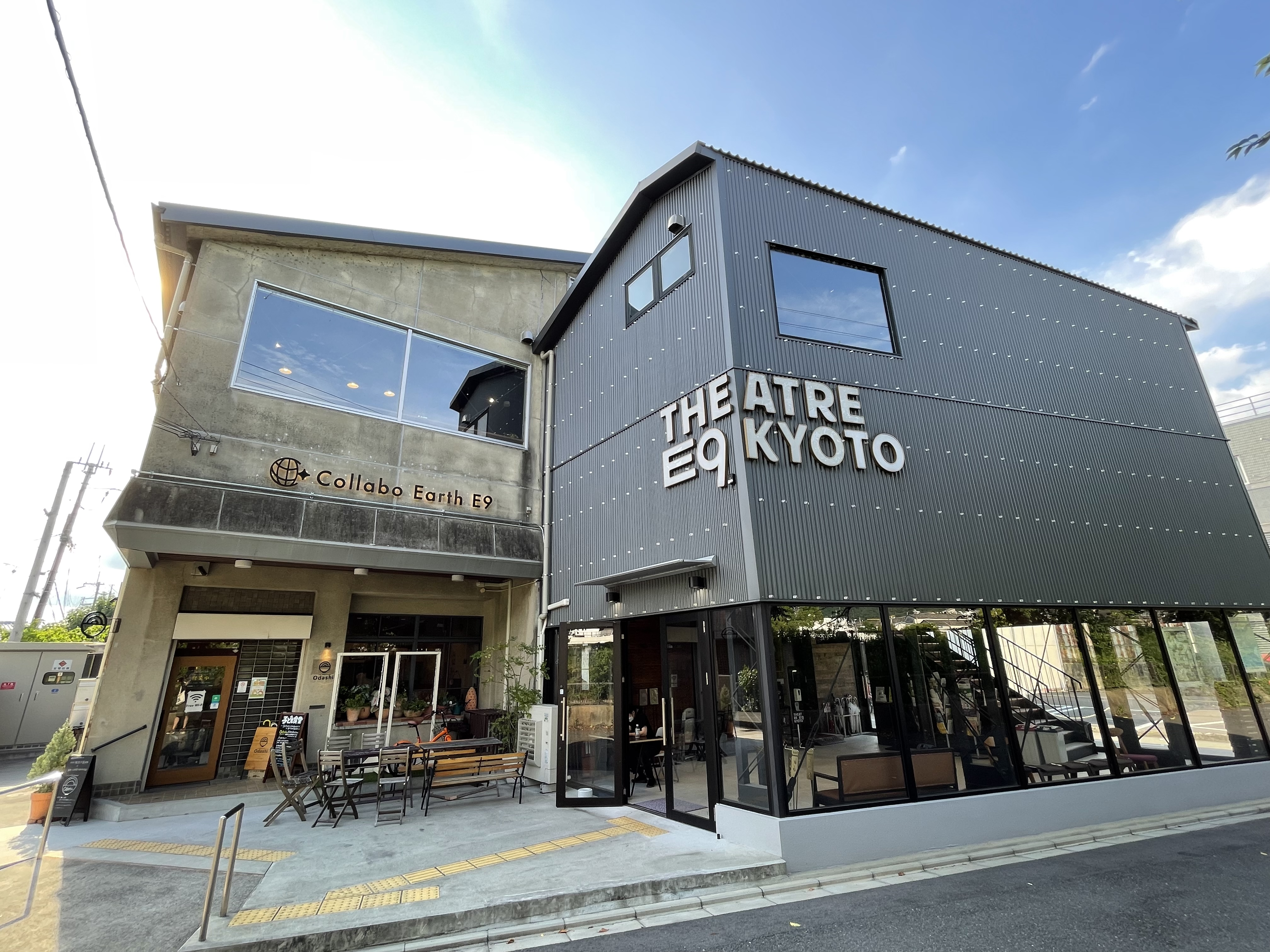
THEATRE E9 KYOTO（2022年）

2019年9月の京都市による地元説明会で、都市計画の用途地域を変更して容積率などを緩和する素案が示されたが、住民側からは疑問が示された。10月に同地区内東九条南河原町にある「THEATRE E9 KYOTO」で、市の素案は地元意見が十分反映されていない危機感から劇場関係者らが緊急シンポジウムを開催して地元住民ら100人が参加した。地域の文化活動関係者や識者によって芸術家や地域住民が住むことができる地域づくりの重要性が指摘された。

### 京都芸大と美術工芸高の移転

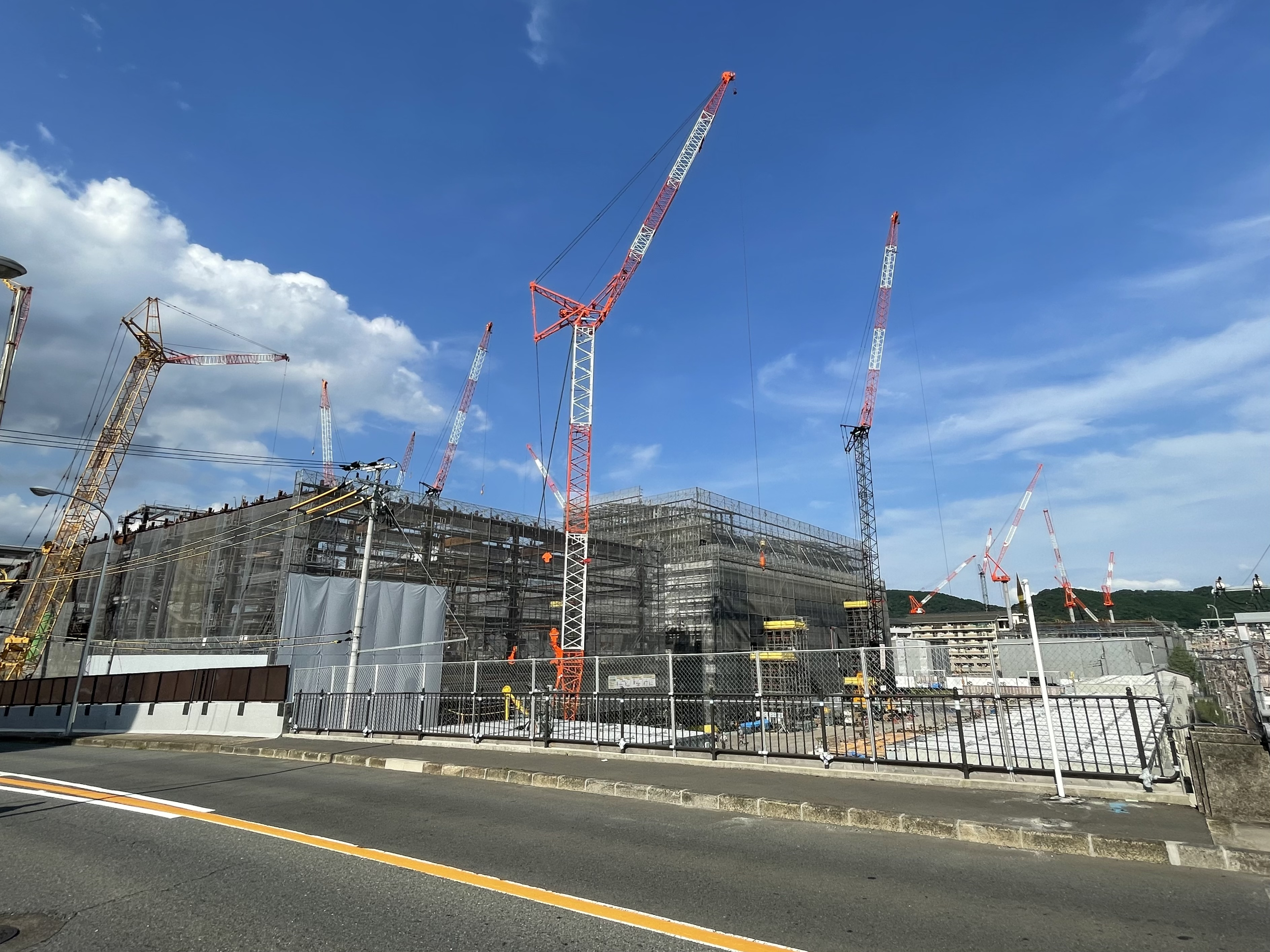
崇仁地区に建築中の京都市立芸術大学キャンパス（2022年8月）

京都市は2014年に、京都市立芸術大学（京都芸大）の崇仁地区へ移転を含む「京都芸大移転整備基本構想」を策定する。京都市立銅駝美術工芸高等学校の移転（移転後「京都市立美術工芸高等学校」）も決まり、2018年に「京都市立芸術大学及び京都市立銅駝美術工芸高等学校移転整備基本設計」が策定された。美術工芸高は鴨川沿いの崇仁小学校の敷地に新築移転され、崇仁小学校は2010年に閉校して校舎は解体された。
2001年に市は老朽化した崇仁の改良住宅4棟の建て替えを計画したが、財政難を理由に実現しなかった。2017年に京都芸大の崇仁移転が決まると、市は空き地の市有地に1年ほどで公営住宅を新設し、大学建設予定地の改良住宅7棟は2021年4月以降の取り壊しが計画されるなど、住人は立ち退きを迫られた。改良住宅のうち7棟、崇仁第三浴場などの施設は2020年度までに取り壊され、入居144世帯のうち141世帯、店舗9軒のうち4軒が近隣に造られた風呂付き新築団地へ移転した。
崇仁地区へ移転が決定後に京都芸大の学生や教職員らは、地域の文化や教育に貢献するため崇仁地区の住民と交流を重ねた。交流を契機に共同研究も始まり、地区に伝わる文化が再評価される契機となった。京都芸大附属日本伝統音楽研究センター教授の竹内有一は、崇仁地区に伝わる祭りに欠かせないお囃子の「だんじり」と国の重要無形民俗文化財の「京都の六斎念仏」の共通点を指摘している。
2022年に朝日新聞は、藤尾まさよの 「街が変わることに寂しさはあるが、前に進まざるを得ない。進む限りは良いものを残したい」発言を紹介し、住民側も大学を受け入れる活動を続けている、と報じた。
京都芸大移転の決定後に地価は市内「田の字地区」に匹敵するほど高騰した。
2023年10月1日に三笠宮彬子女王を招いて京都市立芸術大学移転の記念式典を催した。

#### 崇仁新町
2018年2月に市は、大学移転までの空白期間における崇仁地区活用のため、コンテナ屋台街「崇仁新町」を建設した。地元の若手飲食店主らが出店して、コンテナ前で飲食のほか、、奥に芸大生が絵を描いた舞台やたき火ができるイベントスペースを設けた。

## 施設

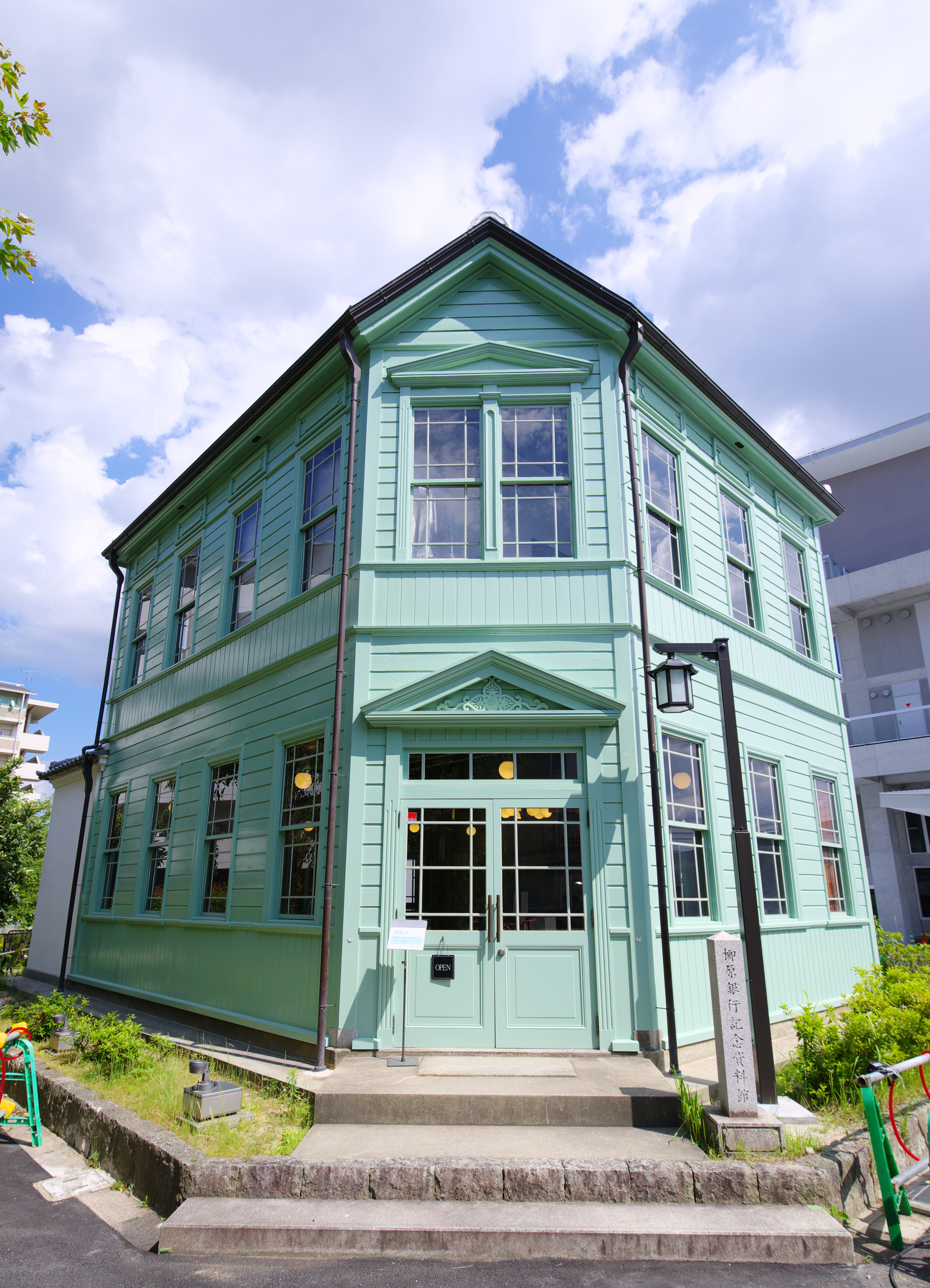
柳原銀行記念資料館

- 下京いきいき市民活動センター - 旧・崇仁隣保館。崇仁隣保館は、1920年に京都市の貧民救済のための地域施策として市内5地区に設置された隣保館のうちの1つである[28]。
- 京都市立芸術大学
- 日本電気硝子（計画中） - 2025年1月に本社機能を移転することを発表。2028年に事業開始予定[29]。

## 出身人物
- 唐瀧庄三郎（柳原町長）
- 桜田儀兵衛（柳原町初代町長）
- 桜田儀三郎（柳原町長）

## 名所・旧跡

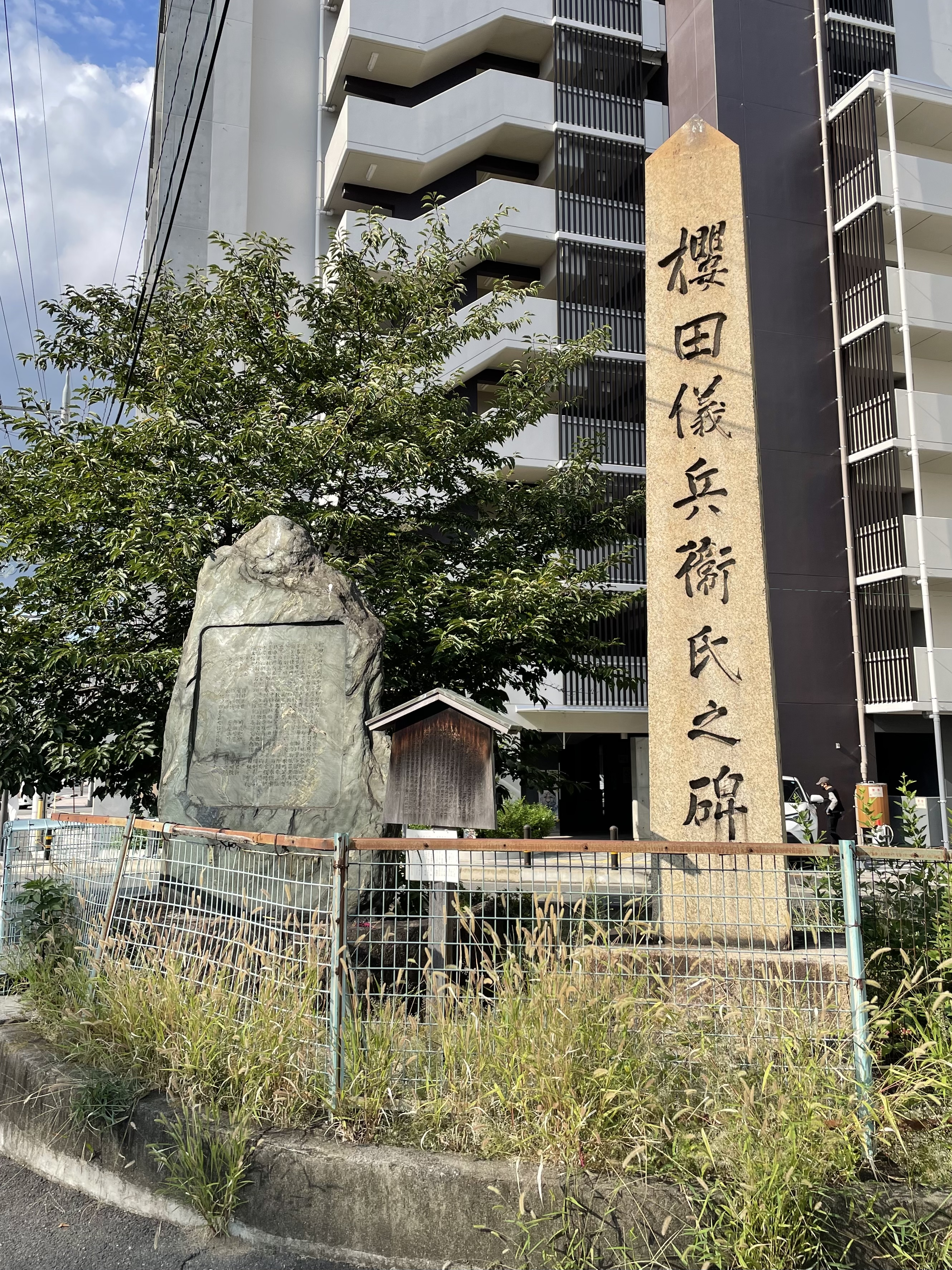
桜田儀兵衛氏之碑

- 柳原銀行記念資料館（京都市登録有形文化財）
- 京都市崇仁隣保館新築記念の碑 - 柳原銀行記念資料館の敷地内にある[28]。
- 桜田儀兵衛氏之碑 - 柳原銀行記念資料館前には、明治期に柳原町長を務め、住民の生活向上などに尽力した桜田儀兵衛を顕彰する石碑が立っている[30]。